# Dławigad amerykański
Dławigad amerykański (Mycteria americana) – gatunek dużego ptaka z rodziny bocianów (Ciconiidae).

## Taksonomia
Gatunek po raz pierwszy zgodnie z zasadami nazewnictwa binominalnego nazwał w 1758 roku szwedzki przyrodnik Karol Linneusz nadając mu nazwę Mycteria americana. Holotyp pochodził z Brazylii.  
Relacje w obrębie rodzaju Mycteria są niejasne. Cechy anatomiczne umieszczają M. americana jako takson siostrzany do pary gatunków M. ibis i M. leucocephala, z M. cinerea jako taksonem bazalnym do wszystkich trzech, podczas gdy analizy mitochondrialnego DNA umieszczają M. americana bazalnie do pozostałych trzech, podobnie jak badania obejmujące zachowanie wraz z morfologią.
Gatunek monotypowy.

### Etymologia
- Mycteria: gr. μυκτηρ muktēr, μυκτηρος muktēros „pysk, nos”, od μυκτεριζω mukterizō „kręcić nosem”[9].
- americana: nowołac. Americanus „amerykański, z Ameryki”[10].

## Zasięg występowania
Dławigad amerykański występuje w południowo-wschodnich stanach USA (Karolina Południowa, Georgia, Floryda), w Meksyku, Ameryce Środkowej i Ameryce Południowej (poza częścią zachodnią i południową).

## Morfologia
Długość ciała 99–110 cm, rozpiętość skrzydeł 150–175 cm; masa ciała 2–3 kg. Samiec jest nieco większy i cięższy od samicy, ma masywniejszy i dłuższy dziób. Biały tułów; szyja i głowa nagie, czarniawo-szare, wyglądają jak pokryte łuską. Ogon i lotki czarne. Dziób czarniawy, długi, gruby i zakrzywiony na końcu. Oczy ciemne. Nogi czarniawe, a stopy czerwonawobrązowe. Upierzenie obu płci jest podobne. Pisklęta po wykluciu są pokryte białym puchem, a osobniki młodociane mają opierzone szarawobrązowe głowy i żółte dzioby.

## Ekologia i zachowanie
Biotop

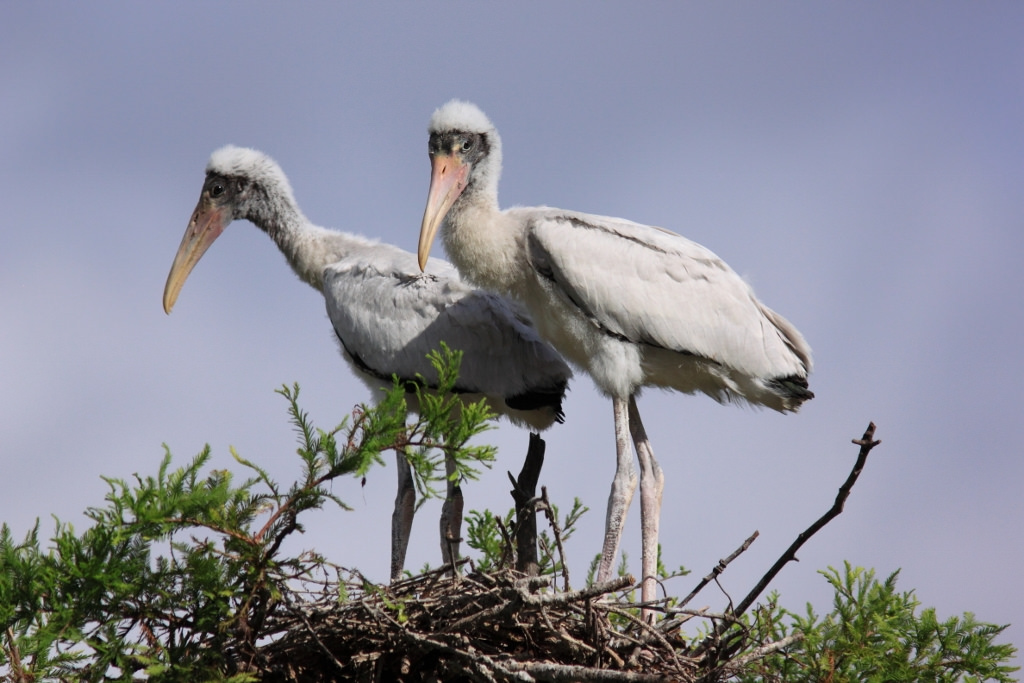
Młode na gnieździe

Bagna, tereny podmokłe, okolice rzek, stawy, laguny.
Pożywienie
Żywi się rybami, gadami, płazami, ptakami, ssakami, owadami i mięczakami. Żeruje w stadach złożonych z różnych gatunków ptaków. Powoli brodzi w płytkiej wodzie w poszukiwaniu pożywienia.
Rozmnażanie
Wyprowadza jeden lęg w sezonie. Gniazduje kolonijnie, w zbudowanych z patyków gniazdach na drzewach, nad stojącą wodą. Na jednym drzewie może być kilka gniazd. Samica składa 2–5 kremowobiałych jaj. Inkubacja trwa 28–32 dni, a zajmują się nią oboje rodzice. Młode opuszczają gniazdo po około 75 dniach od wyklucia.

## Status
Międzynarodowa Unia Ochrony Przyrody (IUCN) uznaje dławigada amerykańskiego za gatunek najmniejszej troski (LC – Least Concern) nieprzerwanie od 1988 roku. W 2017 roku organizacja Partners in Flight szacowała liczebność światowej populacji lęgowej na około 450 tysięcy osobników. BirdLife International uznaje globalny trend liczebności populacji za spadkowy, choć trend niektórych populacji nie jest znany.